# Народна библиотека Источни Стари Град
Народна библиотека Источни стари град је јавна библиотека, и централна библиотека за територију општине Источни стари град. Библиотека се налази у општинском центру, насељу Хреши.
Библиотека у Источном старом граду, је једна од млађих библиотека на територији града Источног Сарајева. Основана је 2. новембра 2007. године, од стране скупштине општине Источни стари град. Директор библиотеке је Радовић Саша, а сама библиотека се налази у објекту подручне Основне школе у насељу Хреша, и располаже књижним фондом од 7525 књига.